# Счастје
Счастје (укр. Щастя; рус. Счастье) град је у Украјини у Луганској области. Према процени из 2019. у граду је живело 11.887 становника.

## Историја
Счастје се налази на левој обали реке Северски Доњец, 24 км северно од главног града Луганска и 36 км југоисточно од центра Новоајдарског округа.
Основан је средином 18. века, до октобра 2014. административно је припадао Жутњевој градској области града Луганска, а од тада припада Новоајдарском округу. Данашње име носи од 1956. године, а статус града има од 1963. године.
Од 2014. године град је био поприште жестоких борби између снага самопроглашене Луганске Народне Републике и украјинске војске. Од фебруара 2022. године град је под контролом снага Луганске Народне Републике.

## Становништво
Према процени, у граду је 2019. живело 11.887 становника.
| 1970.  | 1979.  | 1989.  | 2001.  | 2011.  |
| ------ | ------ | ------ | ------ | ------ |
| 12.971 | 12.735 | 13.338 | 13.770 | 13.105 |